# Poupées de cendre
Pour plus de détails, voir Fiche technique et Distribution.
Poupées de cendre (The Psychopath) est un film d'horreur britannique réalisé par Freddie Francis, sorti en 1966.

## Synopsis
Quatre mélomanes, se réunissant souvent pour interpréter des partitions, sont retrouvés morts les uns après les autres. À chaque fois, près de leurs cadavres, le tueur dépose une poupée à leur effigie. Chargé de l'enquête, l'inspecteur Holloway suspecte rapidement une femme allemande, Mrs. Von Sturm, handicapée physiquement, dont le mari a été condamné à tort il y a bien des années pour des exactions et dont les victimes semblaient associés de près ou de loin. Elles s'intéressaient à son époux, un industriel, qui a fait fortune en Allemagne d'une façon peu orthodoxe durant la Seconde Guerre mondiale. Secondé dans ses recherches par la fille de l'une des victimes violemment assassinées, Holloway rencontre sa femme paralysée et son étrange fils qui lui est entièrement dévoué. L'inspecteur découvre qu'elle vit entourée de poupées similaires à celles retrouvées près des cadavres...

## Fiche technique
- Titre original : The Psychopath
- Titre français : Poupées de cendre
- Réalisation : Freddie Francis
- Scénario : Robert Bloch
- Montage : Oswald Hafenrichter
- Musique : Elisabeth Lutyens
- Photographie : John Wilcox
- Production :  Max Rosenberg et Milton Subotsky
- Société de production : Amicus Productions
- Société de distribution : Paramount Pictures
- Pays d'origine :  Royaume-Uni
- Langue originale : anglais
- Format : noir et blanc
- Genre : horreur
- Durée : 82 minutes
- Date de sortie : 
  -  Royaume-Uni : 4 février 1966

## Distribution
- Patrick Wymark : inspecteur Holloway
- Margaret Johnston : Mrs. Von Sturm
- John Standing : Mark Von Sturm
- Alexander Knox : Frank Saville
- Judy Huxtable : Louise Saville
- Don Borisenko : Donald Loftis
- Thorley Walters : Martin Roth
- Robert Crewdson : Victor Ledoux
- Colin Gordon : Dr. Glyn
- Tim Barrett : Morgan
- John Harvey : Reinhardt Klermer
- Harold Lang : Briggs